# Роберт Робинсон
Роберт Робинсон (енгл. Robert Robinson, Честерфилд, 13. септембар 1886.—Грејт Мисенден, 8. фебруар 1975) је био енглески хемичар. Добио је Нобелову награду за хемију 1947. за истраживање биљних боја и алкалоида.
Радио је као професор на универзитетима у Сиднеју и Оксфорду.

## Научни рад
Његова успешна синтеза тропинона, неопходног за синтезу кокаина, била је 1917. не само велики искорак у хемији алкалоида, већ и демонстрација употребе каскадних реакција за формирање бицикличних молекула.

Робинсон је познат и по открићу молекулске структуре морфијума и пеницилина.